# 1. florbalová liga mužů 2013/2014
1. florbalová liga mužů 2013/2014 byla druhou nejvyšší mužskou florbalovou soutěží v Česku v sezóně 2013/2014.
Základní část soutěže hrálo 12 týmů dvakrát každý s každým. Do play-off postoupilo prvních osm týmů. Play-down hrály poslední čtyři týmy.
Vítězem ročníku se stal tým TJ X3M Sokol Královské Vinohrady po porážce týmu FBŠ Hattrick Brno ve finále. Vinohrady se tak po osmi letech vrátily do Extraligy, kde nahradily sestupující tým FBC Kladno. Pro Hattrick to byla po sezóně 2011/2012 druhá účast se finále 1. ligy.
1. liga měla v této sezóně pět nových účastníků. Po minulé sezóně měly z Extraligy sestoupit týmy Torpedo Pegres Havířov a AC Sparta Praha Florbal. Havířov se v této sezóně nepřihlásil ani do 1. ligy a nastoupil až do 2. ligy. Sparta v nejvyšší soutěži zůstala díky spojení se zanikajícím týmem SSK Future. Z těchto důvodů bylo do toho ročníku 1. ligy přihlášeno pět týmů z 2. ligy. Týmy FbK Svitavy, Florbal Ústí a FBC Vikings Kopřivnice postoupily podle výsledků play-up v předchozím ročníku 2. ligy. Dodatečně postoupily týmy FBC Start98 a 1. FBK Rožnov p/R jako náhrada za Spartu a Havířov. Start98 postoupil jako poslední vítěz divize 2. ligy, který neuspěl v play-up. Rožnov postoupil z druhého místa ve své divizi, na základě regionálního principu. Svitavy a Rožnov postoupily do 1. ligy poprvé. Ústí postoupilo po devíti letech od vystoupení týmu USK Slávie Ústí nad Labem z druhé nejvyšší ligy. Start98 se vrátil po jedné a Kopřivnice po třech sezónách v nižší soutěži.
Kopřivnice svoji účast v soutěži po prohře v baráži proti týmu Black Angels neudržela a sestoupila do nově vzniklé Národní ligy. Dále po prohře v play-down sestoupil po sedmi sezónách v 1. lize tým Paskov Saurians. Paskov v následující sezóně nahradil tým S.K. P.E.M.A. Opava, vítěz play-up 2. ligy. Opava i Black Angels postoupily do 1. ligy poprvé.

## Základní část
| Poř. | Tým                              | Z  | V  | VP | PP | P  | VG  | OG  | B  |
| ---- | -------------------------------- | -- | -- | -- | -- | -- | --- | --- | -- |
| 1.   | FBC BRZDY CZ Česká Lípa          | 22 | 14 | 2  | 2  | 4  | 138 | 86  | 48 |
| 2.   | FBŠ Hattrick Brno                | 22 | 14 | 1  | 3  | 4  | 145 | 102 | 47 |
| 3.   | SK Bivoj Litvínov                | 22 | 13 | 2  | 3  | 4  | 147 | 118 | 46 |
| 4.   | TJ X3M Sokol Královské Vinohrady | 22 | 12 | 2  | 2  | 6  | 153 | 110 | 42 |
| 5.   | TJ Znojmo LAUFEN CZ              | 22 | 11 | 2  | 4  | 5  | 142 | 109 | 41 |
| 6.   | Florbal Ústí                     | 22 | 11 | 2  | 2  | 7  | 131 | 113 | 39 |
| 7.   | FbK Svitavy                      | 22 | 8  | 4  | 1  | 9  | 133 | 138 | 33 |
| 8.   | 1. FBK Rožnov p/R                | 22 | 10 | 1  | 0  | 11 | 120 | 125 | 32 |
| 9.   | FBC Vikings Kopřivnice           | 22 | 4  | 4  | 0  | 14 | 100 | 136 | 20 |
| 10.  | FBC Start98                      | 22 | 5  | 2  | 1  | 14 | 94  | 135 | 20 |
| 11.  | Spartak Pelhřimov                | 22 | 4  | 2  | 3  | 13 | 100 | 138 | 19 |
| 12.  | Paskov Saurians                  | 22 | 1  | 1  | 4  | 16 | 78  | 171 | 9  |

## Play-off
První tři týmy si postupně zvolily soupeře pro čtvrtfinále z druhé čtveřice. Jednotlivá kola play-off se hrála na tři vítězné zápasy. Čtvrtfinále se hrálo od 1. do 13. března, semifinále od 15. do 26. března a finále od 29. března do 5. dubna 2014.

### Pavouk
|  | Čtvrtfinále (na zápasy)      | Čtvrtfinále (na zápasy)      |                         |   | Semifinále (na zápasy) | Semifinále (na zápasy) |  |  | Finále (na zápasy) | Finále (na zápasy) |
|  |                              |                              |                         |   |                        |                        |  |  |                    |                    |
|  |                              |                              |                         |   |                        |                        |  |  |                    |                    |
|  | FBŠ Hattrick Brno            | 3                            |                         |   |                        |                        |  |  |                    |                    |
|  | FBŠ Hattrick Brno            | 3                            |                         |   |                        |                        |  |  |                    |                    |
|  | Florbal Ústí                 | 1                            |                         |   |                        |                        |  |  |                    |                    |
|  | Florbal Ústí                 | 1                            | FBŠ Hattrick Brno       | 3 |                        |                        |  |  |                    |                    |
|  |                              |                              | FBŠ Hattrick Brno       | 3 |                        |                        |  |  |                    |                    |
|  |                              | SK Bivoj Litvínov            | 2                       |   |                        |                        |  |  |                    |                    |
|  | SK Bivoj Litvínov            | SK Bivoj Litvínov            | 2                       | 3 |                        |                        |  |  |                    |                    |
|  | SK Bivoj Litvínov            |                              |                         | 3 |                        |                        |  |  |                    |                    |
|  | 1. FBK Rožnov p/R            | 1                            |                         |   |                        |                        |  |  |                    |                    |
|  | 1. FBK Rožnov p/R            | 1                            | FBŠ Hattrick Brno       | 0 |                        |                        |  |  |                    |                    |
|  |                              |                              | FBŠ Hattrick Brno       | 0 |                        |                        |  |  |                    |                    |
|  |                              | TJ Sokol Královské Vinohrady | 3                       |   |                        |                        |  |  |                    |                    |
|  | FBC BRZDY CZ Česká Lípa      | TJ Sokol Královské Vinohrady | 3                       | 3 |                        |                        |  |  |                    |                    |
|  | FBC BRZDY CZ Česká Lípa      |                              |                         | 3 |                        |                        |  |  |                    |                    |
|  | FbK Svitavy                  | 0                            |                         |   |                        |                        |  |  |                    |                    |
|  | FbK Svitavy                  | 0                            | FBC BRZDY CZ Česká Lípa | 2 |                        |                        |  |  |                    |                    |
|  |                              |                              | FBC BRZDY CZ Česká Lípa | 2 |                        |                        |  |  |                    |                    |
|  |                              | TJ Sokol Královské Vinohrady | 3                       |   |                        |                        |  |  |                    |                    |
|  | TJ Sokol Královské Vinohrady | TJ Sokol Královské Vinohrady | 3                       | 3 |                        |                        |  |  |                    |                    |
|  | TJ Sokol Královské Vinohrady |                              |                         | 3 |                        |                        |  |  |                    |                    |
|  | TJ Znojmo LAUFEN CZ          | 2                            |                         |   |                        |                        |  |  |                    |                    |
|  | TJ Znojmo LAUFEN CZ          | 2                            |                         |   |                        |                        |  |  |                    |                    |

### Baráž
Poražený finalista, tým FBŠ Hattrick Brno, prohrál v extraligové baráži proti týmu FBC ČPP Software Ostrava.

## Play-down
Play-down se hrálo od 8. března do 12. dubna 2014. První kolo play-down hrály 9. s 12. a 10. s 11. týmem po základní části. Jednotlivá kola play-down se hrála na tři vítězné zápasy.
Vítězové z prvního kola hráli proti sobě ve druhém kole. Vítěz této série zůstal v 1. lize, poražený hrál baráž.
Poražení z prvního kola hráli proti sobě ve druhém kole. Vítěz této série hrál baráž, poražený sestoupil do Národní ligy.
Baráž se hrála na tři vítězné zápasy mezi 19. a 27. dubnem proti týmům 2. ligy umístěným na druhém a třetím místě.

### 1. kolo
FBC Vikings Kopřivnice – Paskov Saurians 3 : 0 na zápasy
FBC Start98 – Spartak Pelhřimov 1 : 3 na zápasy

### 2. kolo
FBC Vikings Kopřivnice – Spartak Pelhřimov 2 : 3 na zápasy
FBC Start98 – Paskov Saurians 3 : 0 na zápasy

### Baráž
FBC Start98 – FBC Štíři Č. Budějovice 3 : 0  na zápasy
FBC Vikings Kopřivnice – Black Angels 1 : 3  na zápasy

## Konečné pořadí
| Pořadí           | Tým                          |
| ---------------- | ---------------------------- |
| Zlatá medaile    | TJ Sokol Královské Vinohrady |
| Stříbrná medaile | FBŠ Hattrick Brno            |
| Bronzová medaile | FBC BRZDY CZ Česká Lípa      |
| 4.               | SK Bivoj Litvínov            |
| 5.               | TJ Znojmo LAUFEN CZ          |
| 6.               | Florbal Ústí                 |
| 7.               | FbK Svitavy                  |
| 8.               | 1. FBK Rožnov p/R            |
| 9.               | Spartak Pelhřimov            |
| 10.              | FBC Vikings Kopřivnice       |
| 11.              | FBC Start98                  |
| 12.              | Paskov Saurians              |